# Protilátka

Každá protilátka se váže na specifický antigen formou interakce podobné zapadnutí klíče do zámku.

Protilátka (imunoglobulin, Ig) je specifický protein, který je produkován B-lymfocyty (plazmatickými buňkami) imunitního systému obratlovců jako odpověď na přítomnost cizorodé látky (antigenu) v těle. Protilátky se nacházejí v krevním séru, tělních tekutinách a na povrchu B-lymfocytů. Hrají klíčovou roli v humorální imunitní odpovědi a jejich hlavním úkolem je rozpoznat, navázat a neutralizovat antigeny, jako jsou bakterie, viry, toxiny a jiné patogeny. Každá protilátka rozpoznává jeden nebo více specifických antigenů.
Protilátka má tvar písmene Y a skládá se ze dvou těžkých (H) a dvou lehkých (L) polypeptidových řetězců, podle jejich relativní molekulové hmotnosti. Polypeptidy jsou navzájem spojeny disulfidickými můstky. Každý řetězec má variabilní oblast, která určuje specifitu pro konkrétní antigen, a konstantní oblast, která určuje izotyp a biologické vlastnosti protilátky. Existuje pět hlavních tříd protilátek, které se liší strukturou těžkého řetězce a funkcí – IgA, IgG, IgD, IgE a IgM. Imunoglobuliny se liší nejen svou konstantní oblastí, ale také aktivitou. Nejběžnější protilátkou je IgG, která je přítomna především v krvi a tkáňových tekutinách, zatímco IgA se nachází ve sliznicích vystýlajících dýchací a trávicí trakt.
Protilátky jsou nejen součástí přirozené imunity, ale používají se také v medicíně a výzkumu, při diagnostice a léčbě a při očkování.

## Historie
Poprvé byl termín „protilátka“ použit v textu Paula Ehrlicha. Německý termín pro protilátku (Antikörper) se objevuje v závěru jeho článku Experimentální studie o imunitě, publikovaném v říjnu 1891, kde se uvádí, že „jestliže dvě látky dávají vzniknout dvěma různým Antikörper, pak se musí lišit i ony samy.“[91] Termín však nebyl přijat okamžitě a bylo navrženo několik dalších termínů pro protilátku.
Studium protilátek začalo v roce 1890, kdy Emil von Behring a Kitasato Shibasaburō popsali aktivitu protilátek proti toxinům záškrtu a tetanu. Von Behring a Kitasato předložili teorii humorální imunity a navrhli, že mediátor v séru může reagovat s cizím antigenem. Jejich myšlenka podnítila Paula Ehrlicha, aby v roce 1897 navrhl teorii postranních řetězců pro interakci protilátek a antigenů. Vyslovil hypotézu, že receptory na povrchu buněk, popsané jako „postranní řetězce“, se mohou specificky vázat na toxiny v interakci „lock-and-key“ (zapadají do sebe jako klíč do zámku) a že tato vazebná reakce spouští produkci protilátek. Jiní badatelé se domnívali, že protilátky existují volně v krvi. V roce 1904 Almroth Wright navrhl, že rozpustné protilátky pokrývají bakterie, aby je označily pro fagocytózu a usmrcení, a tento proces nazval opsonizací.
Ve dvacátých letech 20. století Michael Heidelberger a Oswald Avery pozorovali, že antigeny mohou být vysráženy protilátkami, a dále ukázali, že protilátky jsou tvořeny bílkovinami. Biochemické vlastnosti interakcí mezi antigenem a protilátkou podrobněji zkoumal koncem 30.třicátých let 20. století John Marrack. Další významný pokrok nastal ve čtyřicátých letech 20. století, kdy Linus Pauling potvrdil teorii zámku a klíče navrženou Ehrlichem. Prokázal, že interakce mezi protilátkami a antigeny závisí více na jejich tvaru než na jejich chemickém složení. V roce 1948 Astrid Fagraeus zjistila, že za tvorbu protilátek jsou zodpovědné B-lymfocyty v podobě plazmatických buněk.
Další výzkum se soustředil na zjištění struktury bílkovinných protilátek. Významným pokrokem v těchto strukturních studiích byl objev lehkého řetězce protilátky učiněný Geraldem Edelmanem a Josephem Gallym na počátku šedesátých let 20. století. Objevili, že tento protein je stejný jako Bence-Jonesův protein popsaný v roce 1845 Henrym Bence Jonesem. Edelman dále zjistil, že protilátky se skládají z těžkého a lehkého řetězce, které jsou spojeny disulfidovou vazbou. Přibližně ve stejné době byly Rodneyem Porterem charakterizovány vazebné (Fab) a konstantní (Fc) fragmenty IgG. Oba vědci společně odvodili strukturu a kompletní aminokyselinovou sekvenci IgG, za což jim byla v roce 1972  udělena Nobelova cena za fyziologii a lékařství. David Givol popsal fragment Fv. Většina těchto časných studií se zaměřovala na IgM a IgG. V šedesátých letech 20. století byly identifikovány další izotypy imunoglobulinů – Thomas Tomasi objevil sekreční protilátku (IgA), David S. Rowe a John L. Fahey objevili IgD a Kimishige Ishizaka a Teruko Ishizaka objevili IgE a ukázali, že se jedná o třídu protilátek, které se podílejí na alergických reakcích. V přelomové sérii experimentů, která začala v roce 1976, ukázal Susumu Tonegawa, že genetický materiál se může sám přeskupit a vytvořit tak obrovskou škálu dostupných protilátek.

## Chemická struktura
Funkci protilátek v těle plní glykoproteiny, označované jako imunoglobuliny. Během imunitní odpovědi jsou syntetizovány a vylučovány plazmatickými buňkami, tzn. diferencovanými B-lymfocyty. U člověka a většiny ostatních savců má molekula imunoglobulinu tvar Y a skládá se ze dvou identických lehkých (L, light) řetězců a dvou těžkých (H, heavy) řetězců, které jsou navzájem spojeny pomocí disulfidových můstků.

Schematické znázornění protilátky

Každý řetězec můžeme pomyslně rozdělit na funkční oblasti, domény. Část řetězců směrem k aminovému konci se nazývá variabilní oblast, naopak úsek řetězce směrem ke karboxylovému konci je oblast konstantní. Variabilní oblasti jsou vysoce heterogenní a díky procesu V(D)J rekombinace existuje řada variant protilátek. Klíčovou roli pro rozpoznání antigenů mají především hypervariabilní oblasti vznikající somatickými mutacemi v lymfocytech v průběhu jejich vývoje. Hypervariabilní oblasti tvoří jedinečnou strukturu „ramének“ imunoglobulinu, do které pak jako klíč do zámku zapadá antigen, pro který je protilátka specifická, proto každá protilátka rozpoznává jen „ten svůj“ antigen. Díky těmto procesům může u člověka vznikat řádově až 1011 variant protilátek.
„Nožička“ imunoglobulinu je tvořena těžkými řetězci, tvoří krystalizující fragment, tzv. Fc fragment. Tyto Fc fragmenty imunoglobulínů se vážou na Fc receptory na leukocytech. „Raménka“ jsou pak tvořena lehkým řetězcem a těžkým řetězcem, který přechází z krystalizujícího fragmentu. Tyto části imunoglobulinu se nazývají antigen vázající fragmenty (Fab – z angl. antigen binding fragment). Přechod ramének v nožičku se nazývá pant (hinge), v tomto místě je molekula velmi pohyblivá, raménka se mohou otevírat nebo zavírat podle velikosti antigenu, na který se vážou. V místě pantu také na molekulu působí enzymy, jako je papain nebo pepsin, které ji štěpí.

### Lehký řetězec
Známe dva typy lehkých řetězců, kappa (κ) a lambda (λ). Oba sestávají z cca 211 až 217 aminokyselin (Mr=23 000). Jsou si velmi podobné, přesto se v jedné molekule nikdy nevyskytují oba typy, imunoglobulin vždy obsahuje buď dva řetězce κ nebo dva řetězce λ. Variabilní oblast tvoří asi polovinu řetězce, druhá polovina je konstantní.

### Těžký řetězec
Existuje pět typů těžkých řetězců, které se liší strukturou konstantní oblasti. Jsou označovány jako α, γ, δ, ε a μ. Těžké řetězce α a γ se skládají z přibližně 450 aminokyselin, μ a ε tvoří asi 550 aminokyselin. Variabilní oblasti tvoří asi 1/4 aminového konce těžkého řetězce.

## Třídy imunoglobulinů

Formy imunoglobulinů

Podle typu těžkého řetězce, který tvoří imunoglobulin, je rozdělujeme na pět tříd, izotypů: IgA, IgG, IgD, IgE a IgM. Typ těžkého řetězce, zvláště struktura krystalizujícího fragmentu, kterým se imunoglobuliny vážou na buněčné receptory, ovlivňuje jejich interakci s bílými krvinkami i proteiny, jako je systém komplementu.
Protilátky, které produkuje jedna plazmatická buňka, se mohou lišit typy těžkého řetězce, buňka může produkovat více tříd imunoglobulinů naráz, ale všechny imunoglobuliny produkované jednou plazmatickou buňkou jsou specifické pro určitý antigen, mají stejnou variabilní oblast.
Aby se organismus dokázal ubránit proti velkému množství možných antigenů, musí tvořit milióny B-lymfocytů. Je důležité si uvědomit, že pokud by všechny možné variabilní oblasti specifické pro všechny možné antigeny byly kódovány geny, imunitní systém by potřeboval pro svou funkci více genů, než obsahuje celý lidský genom. Místo toho, jak dokázal Susumu Tonegawa v roce 1976, B-lymfocyt dokáže rekombinovat části genomu a vytvořit tak všechny variace struktur protilátek. Tonegawa za svůj objev v roce 1987 získal Nobelovu cenu za fyziologii a lékařství.

### IgG
IgG je nejčastěji se vyskytující imunoglobulin, je přítomen v krvi i v tkáňovém moku. Vyskytuje se jako monomer. Je to jediný izotyp, který může přecházet přes placentu, a chrání tak plod před choroboplodnými zárodky, ještě než se vytvoří jeho vlastní imunitní systém. Váže se na viry, bakterie i houby a společně s komplementem je dokáže zničit.
Existují čtyři podtřídy IgG: IgG1 (66 %), IgG2 (23 %), IgG3 (7 %) a IgG4 (4 %). IgG1, IgG3 a IgG4 snadno přecházejí přes placentární bariéru. IgG3 je nejefektivnější aktivátor komplementu, následuje IgG1 a IgG2. IgG1 a IgG3 se také vážou na Fc receptory fagocytujících buněk, označují jim patogeny a tím zajišťují, že budou fagocyty zničeny.

### IgA
IgA tvoří asi 15 % až 20 % sérových imunoglobulinů. Proniká do trávicího traktu, nachází se v mléku, slzách a slinách. Je to protilátka, která pomáhá bojovat proti patogenům, které se dostaly na vnější nebo i vnitřní povrch těla. Nemá schopnost aktivovat systém komplementu.
Existují dvě podtřídy, IgA1 (90 %) a IgA2 (10 %). Molekula IgA2 není v závěsu spojena disulfidovými vazbami, ale nekovalentně. Tvoří většinu tzv. sekrečního IgA, protilátky v tělních sekretech. Slizniční IgA je dimer, dva monomery spojené polypeptidovým J řetězcem, bohatým na cystein a sekreční složkou, polypeptidem, který je syntetizován epiteliemi.

### IgM
IgM tvoří polymery, zpravidla se vyskytuje jako pentamer, někdy i jako hexamer. Jsou to velké (900 kDa), těžko rozpustné molekuly. Pentamery obsahují J řetězec. Každý monomer může vázat dva antigeny, pentamer IgM by tedy měl mít schopnost vázat 10 antigenů najednou, to ale neplatí, protože jednotlivá vazebná místa pro antigeny se navzájem prostorově omezují. IgM se vyskytuje hlavně v séru, tedy v krvi, někdy i v tělních sekretech. Je to velmi dobrý aktivátor komplementu.

### IgD
IgD tvoří asi 1 % membránových proteinů mladých B-lymfocytů, v malém množství se vyskytuje v séru. Jeho funkce je neznámá, myši bez IgD nemají narušený imunitní systém, což naznačuje nadbytečnost nebo i nefunkčnost. IgD není syntetizován dospělými B-lymfocyty. Možná slouží jako regulační receptor.

### IgE
IgE obsahuje ze všech imunoglobulinů největší procentuální zastoupení sacharidů. Je přítomen na membráně basofilních granulocytů a žírných buněk. Hraje roli při hypersenzitivitě a ochraně vůči parazitům. Neaktivuje komplement.

## Působení protilátek
Protilátky pomocí své variabilní části rozpoznávají antigeny a vážou se na jejich specifické epitopy. V důsledku toho může dojít k několika typům reakce:
- neutralizace – neutralizační protilátky blokují části povrchu bakteriální buňky nebo viru a tím se jejich útok stává neúčinným
- opsonizace („ochucení“) – označení patogenu pro fagocytózu
- aktivace komplementu – spuštění kaskády vedoucí k destrukci patogenu
- ADCC (antibody-dependent cellular cytotoxicity, na protilátkách závislá buněčná cytotoxicita) – zprostředkování buněčné odpovědi vůči infikovaným buňkám

## Užití v praxi
Měření protilátek nelze použít jako indikaci potřeby (pře)očkování, protože se nepodařilo stanovit hranici množství protilátek, která by to umožnila. U spalniček nebyla ani po 50 letech nalezena vhodná hranice a nebyla nalezena ani pro onemocnění covid-19. Problémem je, že hladina protilátek je velmi individuální a přestože u jednoho jedince může zaručit ochranu, u druhého nikoliv. Vliv má i skutečnost, že množství protilátek v krvi se mění v závislosti na tom, zda je v danou chvíli člověk v kontaktu s infekčním agens (tj. s patogenem, resp. choroboplodnými zárodky).

### Užití v diagnostice
Reakce protilátek s antigenem je základem všech sérologických metod využívaných jak v humánní, tak veterinární medicíně. Jednotlivé metody se liší způsobem jejich vizualizace, přičemž existuje velké množství detekčních systémů umožňujících zviditelnit uskutečněnou reakci antigenu s protilátkou. Využitím tohoto principu (antigen-protilátka) lze diagnostikovat široké spektrum infekčních či autoimunitních chorob člověka a zvířat.
Principy metod detekující přítomnost protilátek (název metody):
- precipitace – imunodifuze, vstřícná protisměrná imunoelektroforéza
- aglutinace – Coombsův test, pasivní hemaglutinace, inhibice hemaglutinace
- vazba komplementu – komplement fixační reakce
- enzymové reakce – ELISA (z anglického Enzyme-linked Immunosorbent Assay)
- neutralizace viru – Virus neutralizační test
- radiační metody – RIA (z anglického Radioimmunoassay), RAST (z anglického Radioallergosorbent), radioimunoprecipitace

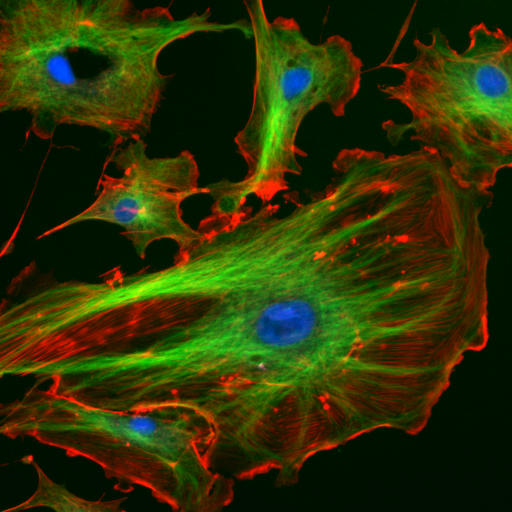
Mikroskopický imunofluorescenční obraz eukaryotické endoteliální buňky. Mikrotubuly jsou označeny protilátkou konjugovanou se zeleně fluoreskující molekulou. Buněčná jádra jsou značena modře a aktinová vlákna červeně.

### Užití v biochemii, mikrobiologii a histologii
V biochemii se protilátky používají především ke kvantifikaci a detekci specifických proteinů a jiných biomolekul. Imunohistochemie a testy jako je ELISA nebo ELISPOT využívají specifity protilátek k určitým strukturám (např. testy na HIV, covid-19, hormony). Mohou se využívat rovněž značené protilátky, které po osvícení ultrafialovým světlem fluoreskují. Metoda Western blot využívá detekce specifických proteinů po jejich separaci pomocí elektroforézy. K izolaci specifických proteinů nebo proteinových komplexů z buněčných extraktů se používá imunoprecipitace.
V mikrobiologii se protilátky využívají k detekci, identifikaci a sledování mikroorganismů například pomocí imunofluorescence, latexové aglutinace či imunochromatografie.
V histologii umožňují protilátky lokalizovat a studovat konkrétní molekuly ve tkáních a buňkách. Imunohistochemie se používá napříkad při diagnostice nádorů k průkazu protilátek proti HER2, Ki-67, p53, apod. Imunofluorescenční barvení je vhodné pro sledování intracelulárních struktur. Multiplexní barvení umožňuje detekci více cílů současně v jednom vzorku. 

### Užití v medicíně a výzkumu
Protilátky mají důležité využití v medicíně a výzkumu, imunoglobulinové léčivé přípravky se používají již více než 60 let.

#### Heterologní imunoglobuliny
Heterologní imunoglobuliny jsou předem vytvořené protilátky, které se vyrábějí z plazmy zvířat imunizovaných příslušným antigenem. Používají se při infekcích a otravách toxiny, např. při léčbě vztekliny nebo po hadím uštknutí, aby se zajistila okamžitá pasivní imunizace.

#### Homologní imunoglobuliny
Homologní imunoglobuliny jsou protilátky, které se získávají z plazmy zdravých dárců. Mají využití jako substituční léčba u poruch imunitního systému a imunomodulační léčba u autoimunitních neuromuskulárních a hematologických onemocnění. Používají se také k profylaxi a terapii některých infekcí, např. tetanu nebo hepatitidy B, při léčbě septických stavů a při transplantacích.

##### Monoklonální protilátky
Zvláštní skupinou jsou monoklonální protilátky, které se vyrábějí uměle pomocí genového inženýrství a příbuzných technik. Díky schopnosti rozpoznávat jednotlivá antigenní místa téměř na jakékoli molekule, od léčiv a hormonů až po mikrobiální antigeny a buněčné receptory, mají široké využití v základním výzkumu, v diagnostických testech a při léčbě mnoha onemocnění. 
Cílená léčba monoklonálními protilátkami se používá k léčbě autoimunitních onemocnění jako revmatoidní artritida, roztroušená skleróza, lupénka a mnoha forem rakoviny, včetně nehodgkinského lymfomu, kolorektálního karcinomu, karcinomu hlavy a krku a karcinomu prsu.

## Zkratky označující zdroj protilátek
(mohou se lišit)
- Hu (human) – člověk
- Ms (mouse) – myš
- Mk (monkey) – opice
- Rt (rat) – potkan
- Sw (swine) – prasečí protilátka
- B (bovine) – hovězí (kraví) protilátka